# Василий (князь обдорский)
Князь Василий Обдорский — обдорский князь, признанный Русским царством. Предок династии Тайшиных. Княжил до 1607 года.

## Биография
Князь Василий родился в XVI веке. Имя до крещения неизвестно. Впервые упоминается в 1595 году, когда он поднимал бунт в Берёзове. После этого бунта, по приказу Берёзовского воеводы Никиты Траханиотова в Обдорске был срублен Обдорский острог, защищавший русских от кочевников. В XVI веке Обдорское княжество уже было вассалом Русского царства.

По повелению царя Фёдора Иоанновича был крещён в Москве с именем Василий, в честь святителя Василия Великого. В 1600 году князь устроил в Мангазеи засаду на князя Мирона Шаховского. После этой победы, он опять ненадолго стал независимым правителем. В 1601 году грамотой царя Бориса Годунова Василий и его сын Мамрук были подтверждёны как Обдорские князья:
"В Обдорских городках и волостях... ясашных людей ведать и государев ясак сбирать".
Через год князь построил в Обдорске деревянную церковь в честь своего небесного покровителя — Василия Великого. В 1605 году князья Василий и Мамрук подняли восстание против России, которое было подавлено. Через год сын Василия Мамрук организовал ещё одно нападение на Берёзов. После этого, Василий и Мамрук получили грамоту от царя Василия Шуйского, а Мамрук стал его полноправным соправителем. В 1607 году обдорский князь Василий и ляпинский князь Шатров Лугуев организовали восстание против владычества Русского царя. Для него они сформировали "Большую измену" — отряд в 2000 человек из остяков, вогулов и самоедов. На подавление восстание к Берёзову были высланы кодские войска. В итоге, заговорщики были схвачены. Мамрук сам приехал в Березов с восемью остяками, которые:
"В измене повинились на себя и на отца своего на князя Василия и на всех остяков Березовского уезда".
На распросе князья Василий Обдорский и Шатров Лугуев признались, что:
"Сами они изменяли, и остяков и самоедов в измену призывали и казну громить", и "к городу приступать хотели", и "служивых людей побивать хотели".
По приказу царя Василия Шуйского князья были повешены в Берёзове. После казни Василия, княжить стал его соправитель — сын Мамрук. В 1609 году княжество окончательно потеряло свою независимость, и вошло в состав Московского Царства.